# Шер-Гил, Амрита
Амрита Шер-Гил (англ. Amrita Sher-Gil, венг. Sérgil Amrita (Dalma), в.-пандж. ਅੰਮ੍ਰਿਤਾ ਸ਼ੇਰਗਿਲ, з.-пандж. امریتا شیرگل; 30 января 1913 года, Будапешт — 5 декабря 1941 года, Лахор) — индийская художница.

## Жизнь и творчество
Отцом будущей художницы был Умрао Сингх Шер-Гил (в.-пандж. ਉਮਰਾਉ ਸਿੰਘ ਸ਼ੇਰਗਿਲ), выходец из пенджабской сикхской аристократической семьи, фотограф, мать — оперная певица Мария-Антуанетта Готтесман, венгерская еврейка по национальности (венг. Marie-Antoinette Gottesmann), чей брат-индолог Эрвин Бактаи и побудил племянницу заниматься искусством. Родители познакомились в 1912 году в Лахоре, куда Готтсман прибыла как компаньонка принцессы Бамбы Сазерленд. У Амриты также была младшая сестра Индира.
В 1921 году семья Шер-Гилов из-за финансовых трудностей уезжает из Венгрии в северную Индию, в Пенджаб. Амрита была исключена из монастырской школы за признание в атеизме, но в 1924 году некоторое время посещала католическую школу искусств Санта-Аннунциата во Флоренцию. Когда к 16 годам Амрита обнаруживает большой талант художника, мать и дочь Шер-Гилы приезжают в Париж, и девушка поступает там в Академию Гранд-Шомьер, а затем в Школу изящных искусств.
В этот период Амрита знакомится как с модернистской, так и с классической французской живописью, формирует свой стиль в русле постимпрессионизма (примерами для неё стали полотна Поля Сезанна, Поля Гогена и Амедео Модильяни), испытывает непосредственное влияние своего учителя Люсьена Симона и любовника Бориса Таслицкого и сама создаёт серию оригинальных ранних полотен. С 1930 по 1932 годы она написала более шестидесяти картин, причём «Юные девушки» принесли ей известность, золотую медаль 1933 года и право участвовать в выставке Парижского салона, сделав её самой молодой его участницей (и единственной из Азии).

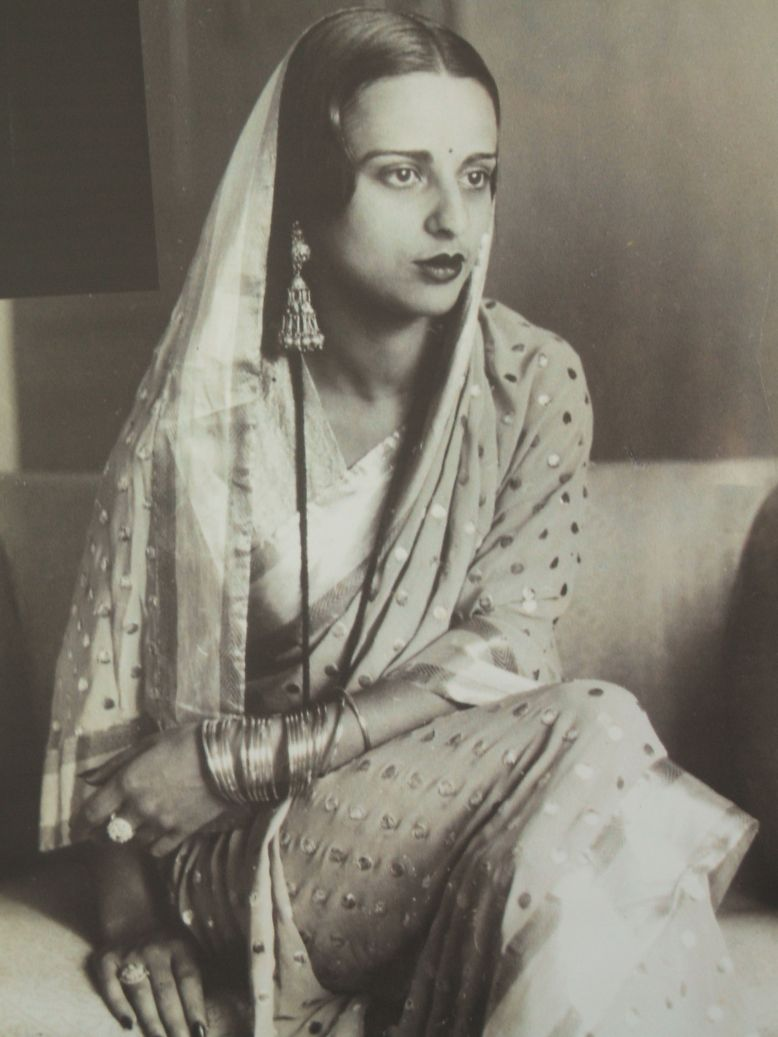
Амрита Шер-Гил в сари (1936)

В 1934 году она возвращается в Индию и много путешествует по родной стране отца, знакомясь с её культурой и искусством, бытом и проблемами населения. Из индийских влияний на неё отмечают, в частности, Бенгальское Возрождение и Абаниндраната и Рабиндраната Тагоров. «Работать я могу только на индийской земле. Европа принадлежит Пикассо, Матиссу, Браку. А Индия моя, только моя», — признавалась художница. В 1935 году, среди прочих, Амрита Шер-Гил создала картины «Мать Индия», «Женщины с холмов» и «Мужчины с холмов», изображавшие представителей нуждающихся племён, не утративших, однако, своего достоинства. Как и её отец, Амрита симпатизировала идеям независимости Индии и Индийскому национальному конгрессу, восхищалась Махатмой Ганди и Джавахарлалом Неру, ставшим поклонником её творчества (однако его портрет писать она не стала, сочтя политика «слишком красивым»).
Амрита приезжала на некоторое время и на родину матери в Венгрию, где ощутила влияние надьбанской школы живописи и поэзии Эндре Ади, а также в 1938 году вышла за своего кузена Виктора Эгана. У Амриты было множество романов, как с мужчинами, так и с женщинами, в том числе со своими коллегами и журналистом Малькольмом Маггериджем, и Эган, врач по профессии, ранее несколько раз помогал ей с абортами, в том числе от несостоявшегося жениха Юсуфа Али Хана. Молодожёны поселились вначале в Кишкунхалаше, а после переезда из Венгрии в Индию — в Горахпуре близ непальской границы. В том же 1938 году художница создаёт на венгерском и индийском материале картины, изображающие сельский рынок (последнюю в 2006 году выкупил индийский бизнесмен за 69 миллионов рупий, что сделало её одним из самых дорогих произведений искусства Индии).

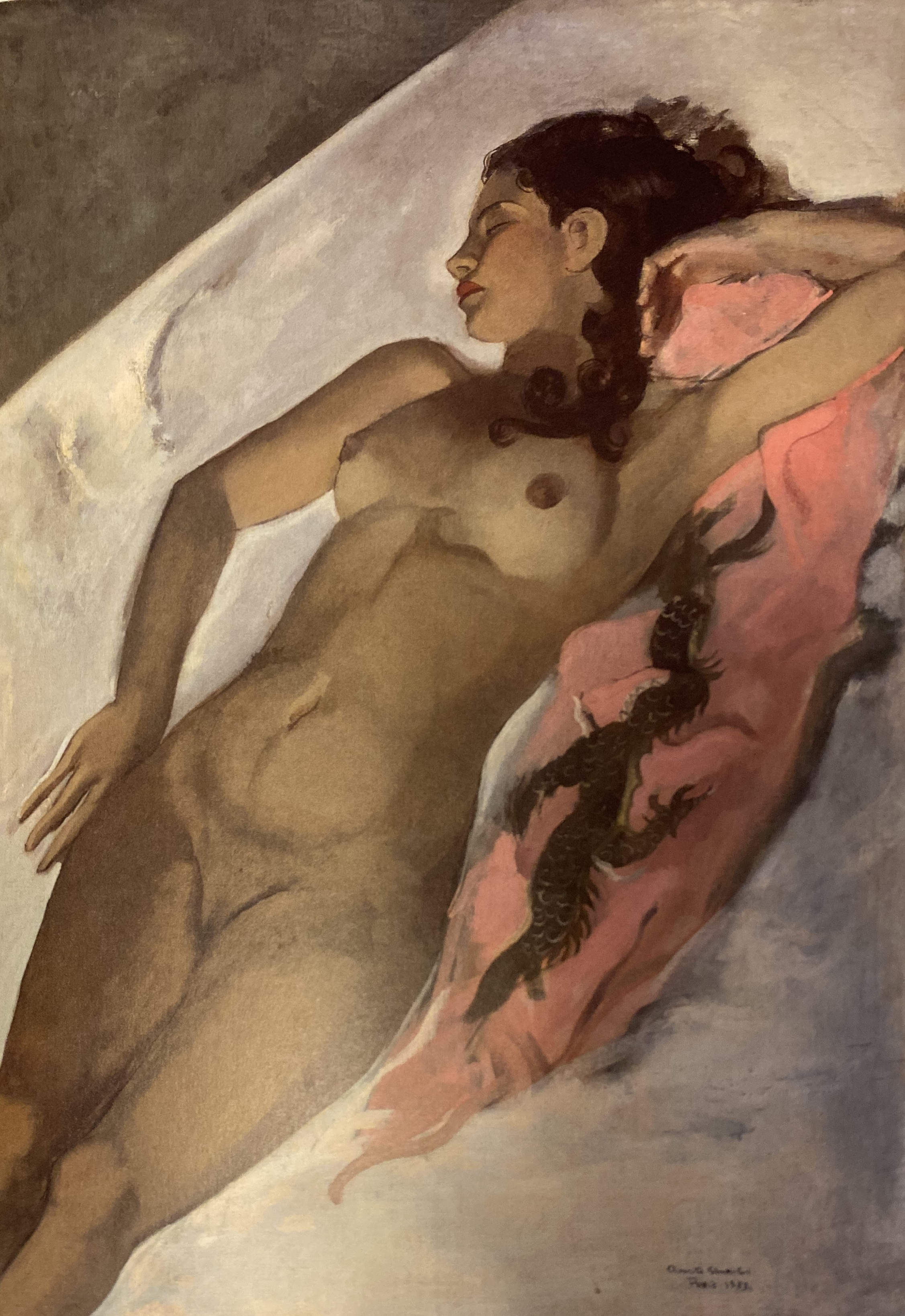
«Сон» (1932)

Умерла Амрита в возрасте всего 28 лет в Лахоре (нынешний Пакистан), куда как в важный центр культуры они перебрались с мужем, готовясь к первой индивидуальной выставке. За несколько дней до открытия художница внезапно почувствовала себя плохо и впала в кому. Мать Амриты публично обвинила своего зятя в том, что это он погубил жену, неправильно сделав ей очередной аборт. На следующий день Великобритания объявила войну Венгрии, и Эгана как гражданина враждебного государства интернировали, поэтому он даже не мог присутствовать на кремации жены. Разбитая смертью дочери, Мария-Антуанетта Шер-Гил после нескольких неудачных попыток самоубийства застрелилась из пистолета мужа.

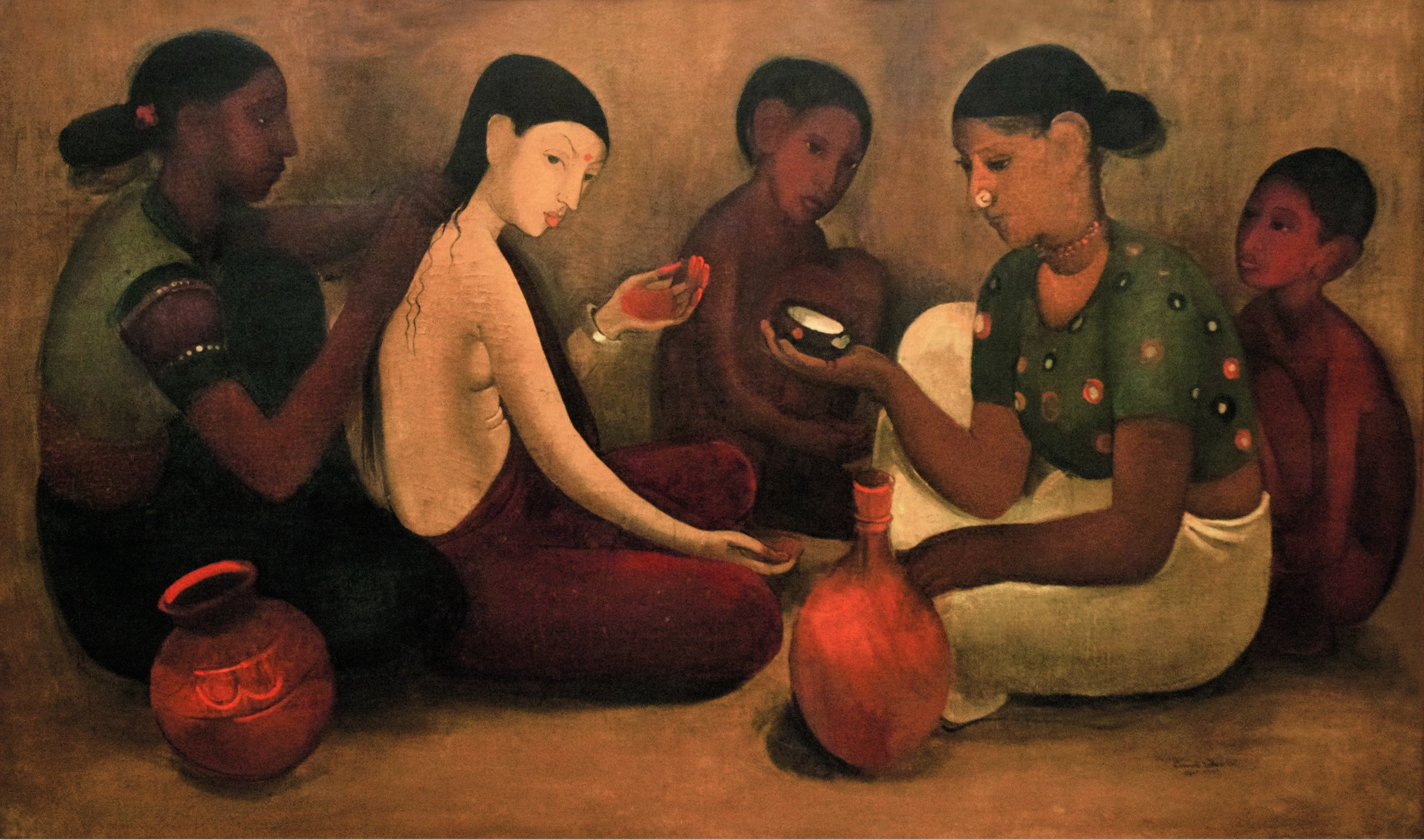
«Убранство невесты» (1937)

Ранние работы А. Шер-Гил, часто сравнимые с картинами Фриды Кало, наполнены сексуальностью и нерастраченной страстью. В произведениях индийской художницы соединяются старинные традиции индийской культуры (живопись времён Великих Моголов, пещер Аджанты) и западноевропейский авангардизм предвоенного поколения.

## Память
- В честь Амриты Шер-Гил назван один из кратеров на Меркурии.
- Одну из дорог в столице Индии назвали в честь Амриты Шер-Гил.
- Её картина «Женщины с холма» изображена на почтовой марке, выпущенной в 1978 году.
- В 2009 году в Будапеште (Венгрия) был открыт Культурный центр Амриты Шер-Гил[5].
- 30 января 2016 года поисковая система Google отметила 103-й день рождения Амриты Шер-Гил дудлом[6].